# R.E.M. (canción)
«R.E.M.» (a veces estilizada en minúsculas) es una canción interpretada por la cantante y compositora estadounidense Ariana Grande incluida en su cuarto álbum de estudio Sweetener, lanzado en 2018. Fue escrita y producida por Pharrell Williams. El título de la canción inspiró el nombre de la marca de maquillaje de Grande, R.E.M. Beauty.

## Antecedentes y composición
«R.E.M.» es una canción de R&B que contiene un ritmo doo-wop. Tiene una duración de cuatro minutos y seis segundos. La canción «Wake Up» fue originalmente grabada como demo por Beyoncé. Grande mantuvo el coro, pero cambió la letra de la canción. Ella hizo una vista previa de «R.E.M.» antes del lanzamiento de Sweetener.
El título de la canción se refiere al sueño de movimientos oculares rápidos y trata sobre «una relación que se desdibuja entre el mundo de los sueños y la realidad». Grande ha dicho «R.E.M.» trata sobre «soñar con alguien en tu vida», y es una de sus canciones favoritas en Sweetener. La voz de Grande abarca 2 octavas, desde Eb3 hasta Eb5.

## Recepción
En 2018, Mallorie List de Complex se clasificó como «R.E.M.» número dos en su lista de «Las mejores canciones de Ariana Grande». Christopher Rosa de Glamour calificó la letra de la canción como «un poco genérica». Dennis Hinzmann, de Out, dijo que la pista «se siente como un retroceso y una nueva elección al mismo tiempo».

## Presentaciones en vivo
Grande estrenó por primera vez un fragmento de 20 segundos de la canción en el canal de Youtube de la revista Elle, durante su juego «Song Association» el 12 de julio de 2018. Grande también interpretó un fragmento de la canción en The Tonight Show Starring Jimmy Fallon el 16 de agosto de 2018. La canción se estrenó oficialmente en vivo el 20 de agosto de 2018 en The Sweetener Sessions.
También interpretó la canción en vivo en BBC Radio 1 en septiembre de 2018, y en el especial de una hora, Ariana Grande at the BBC, que se grabó el 7 de septiembre de 2018 y se emitió el 1 de noviembre.
Esta canción es también una de las canciones de la lista de canciones de su Sweetener World Tour.